# Centrale idroelettrica Marmarico
La centrale idroelettrica Marmarico è una centrale idroelettrica costruita dallo Società Immobiliare Calabra di Torino (SIC) tra il 1928 e il 1938 nel comune di Bivongi (RC), lungo il corso della fiumara Stilaro. Fornì elettricità a tutta la vallata e per un certo periodo anche a Guardavalle fino al 1972 quando fu distrutta da un'alluvione.
Il nome proviene dall'omonima cascata del Marmarico del fiume Stilaro.

## Storia

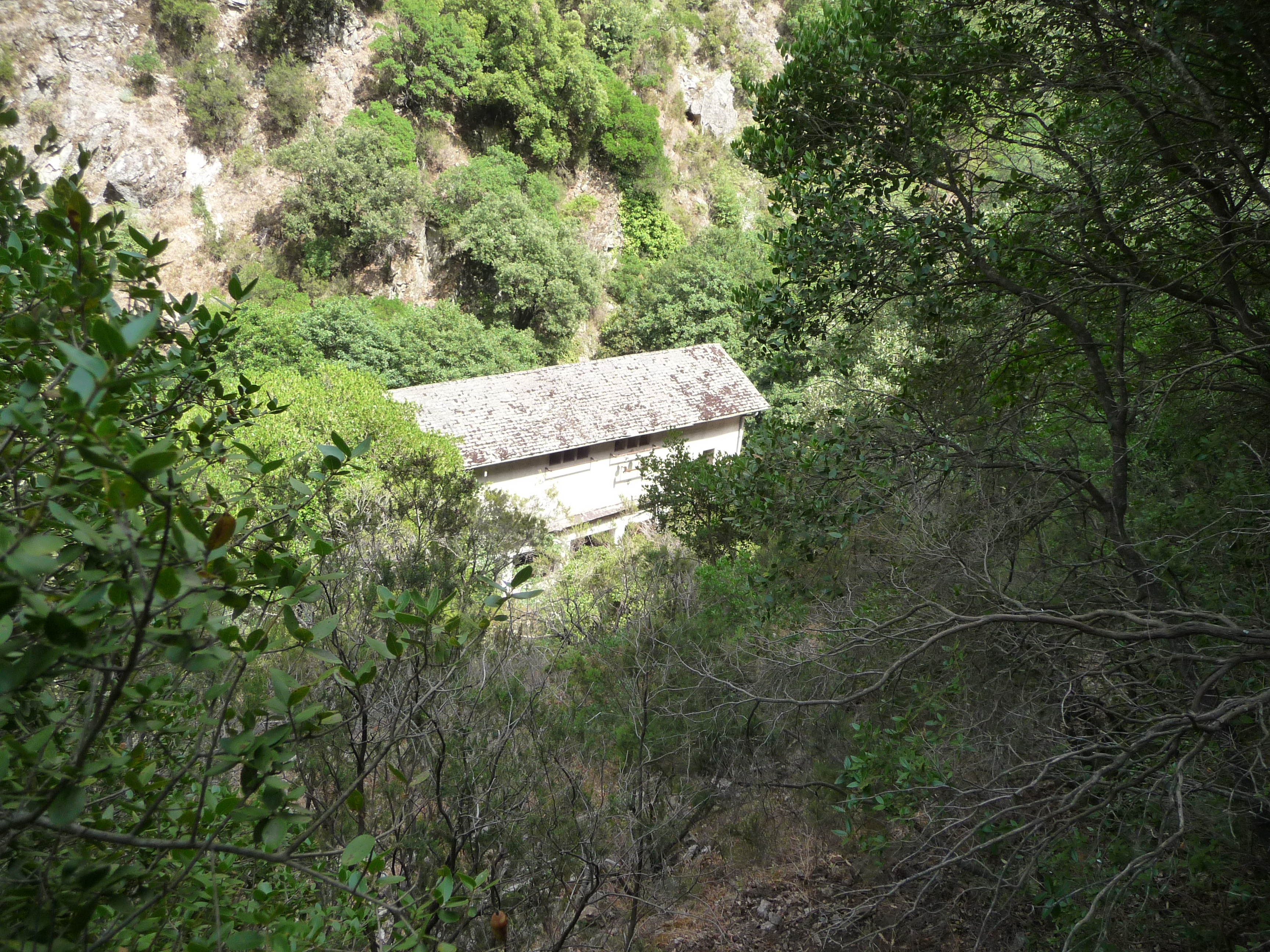
Centrale vista dall'alto

La centrale fu costruita dalla  Società Immobiliare Calabra o  SIC con un costo di 12 milioni di lire con un progetto del 1922 approvato nel 1928. Nel 1952 viene costruito il pozzo piezometrico in località Vertice 11. Nel 1973 a causa di una frana si rompe una condotta forzata con danni per 20/40 milioni di lire. Nel 1974 viene nazionalizzato l'impianto ed Enel ne diviene proprietaria e decide di chiudere l'impianto, trasferendo i lavoratori ad altra sede.

## Oggi
Negli anni '90 la centrale viene acquistata da una impresa che nel 2004 propone al comune di riattivare la centrale con un investimento di 6 o 8 milioni di euro. Essendo un reperto di archeologia industriale, andrà a far parte, insieme alla centrale idroelettrica Guida, del  museo dell'energia idraulica.

## Descrizione

### I bacini e le condotte forzate

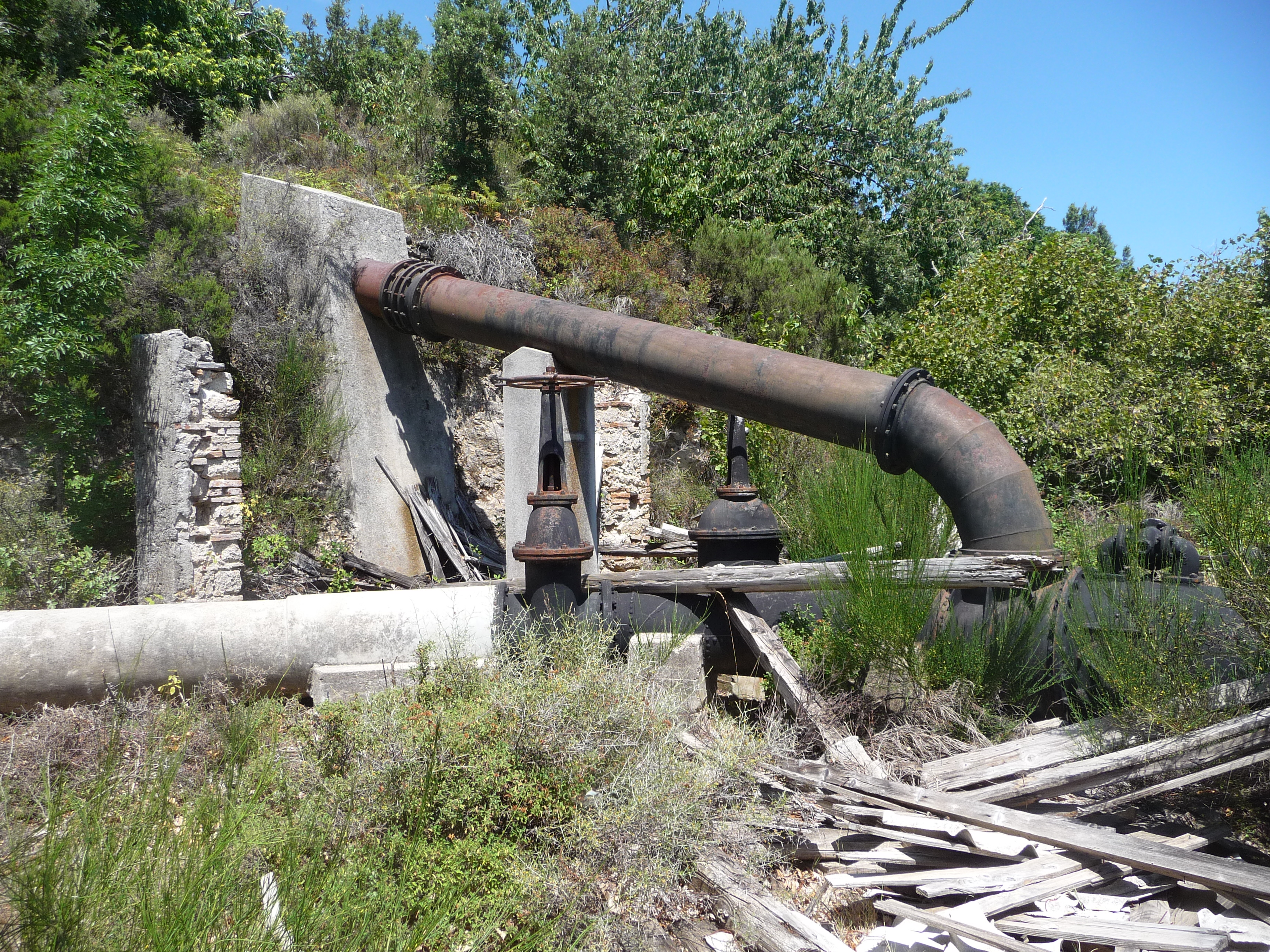
Raccordo delle due condotte forzate della centrale idroelettrica Marmarico (2010)

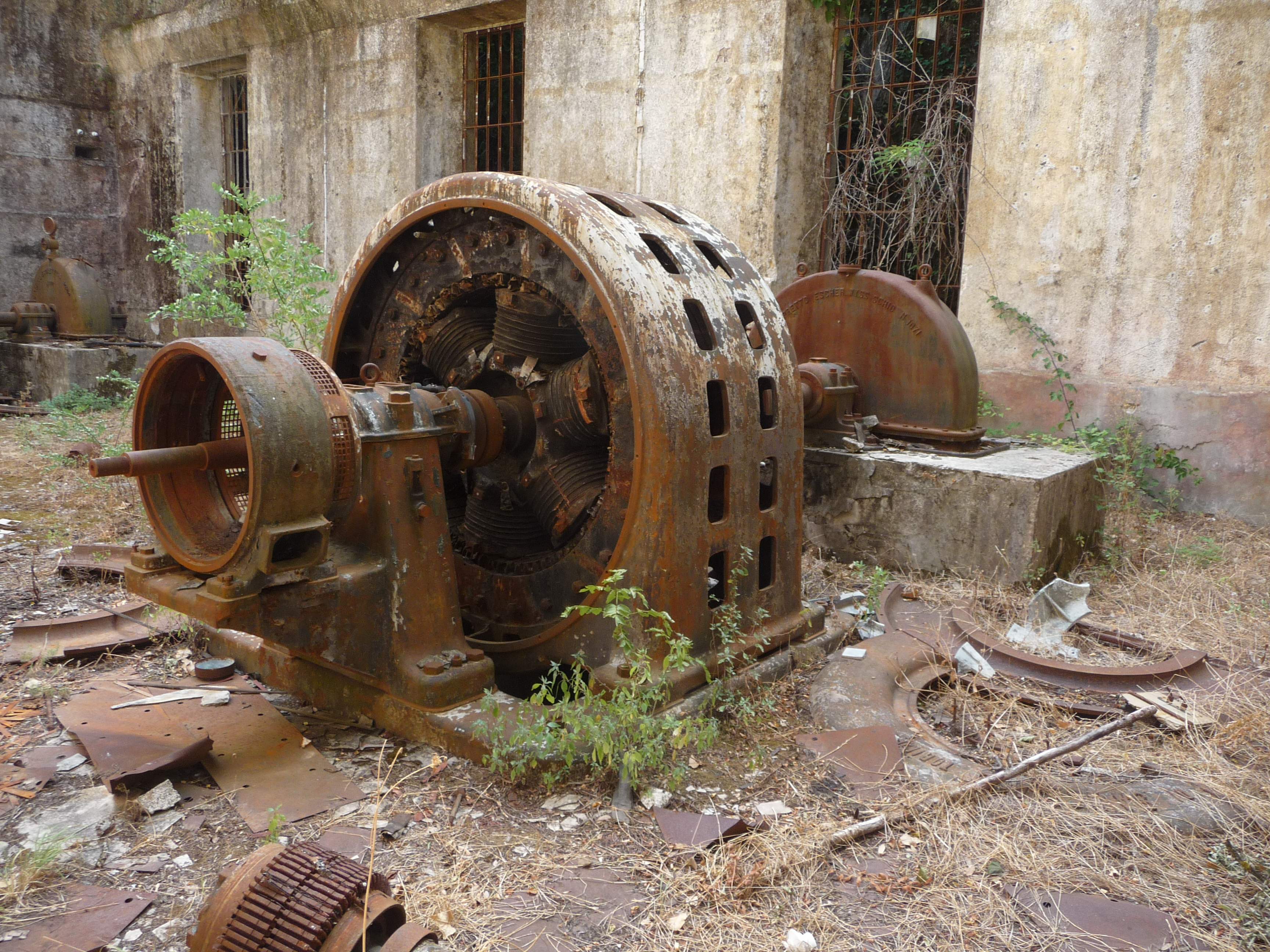
Turbina

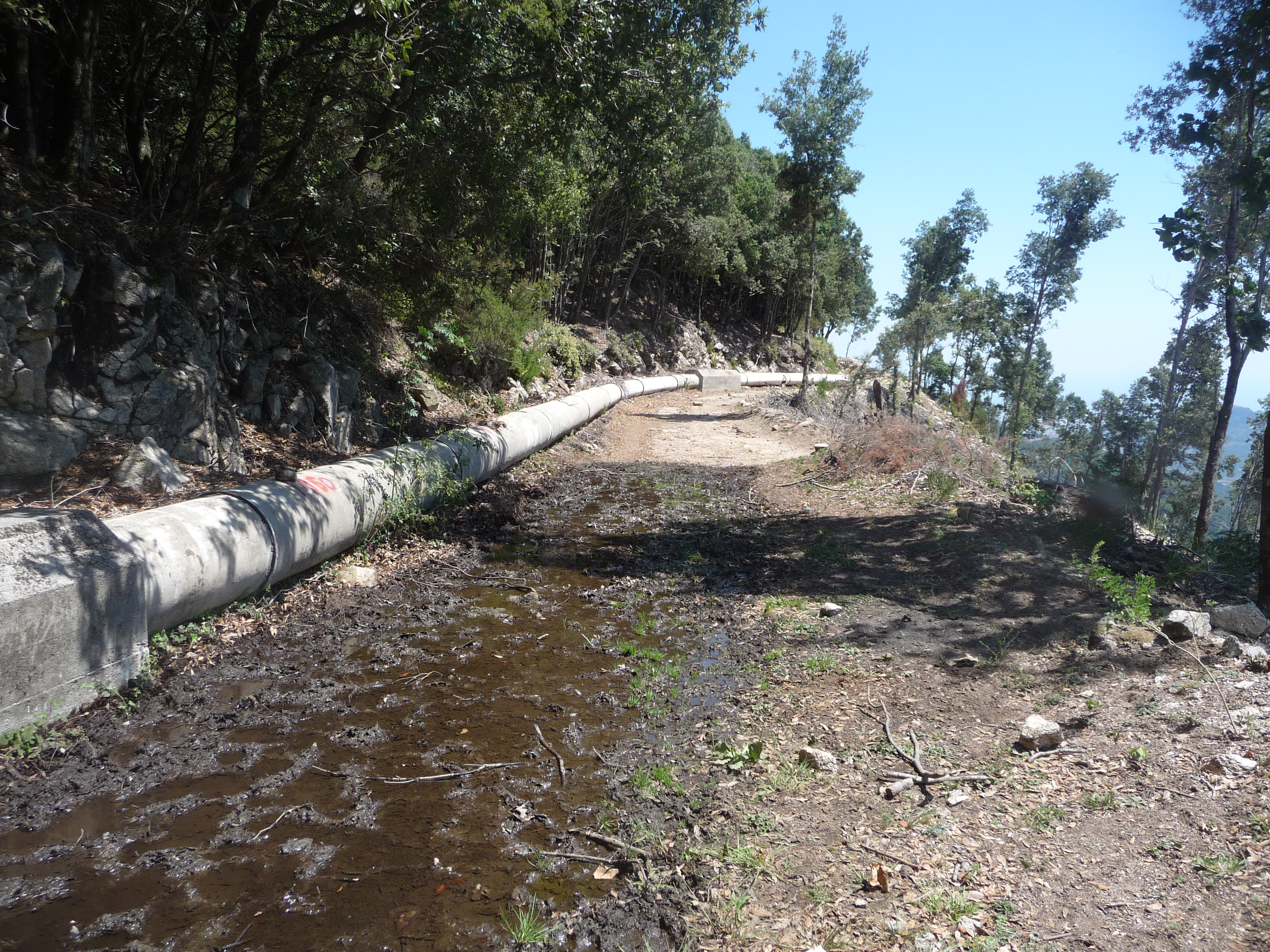
Condotta forzata Azzarella a Ferdinandea

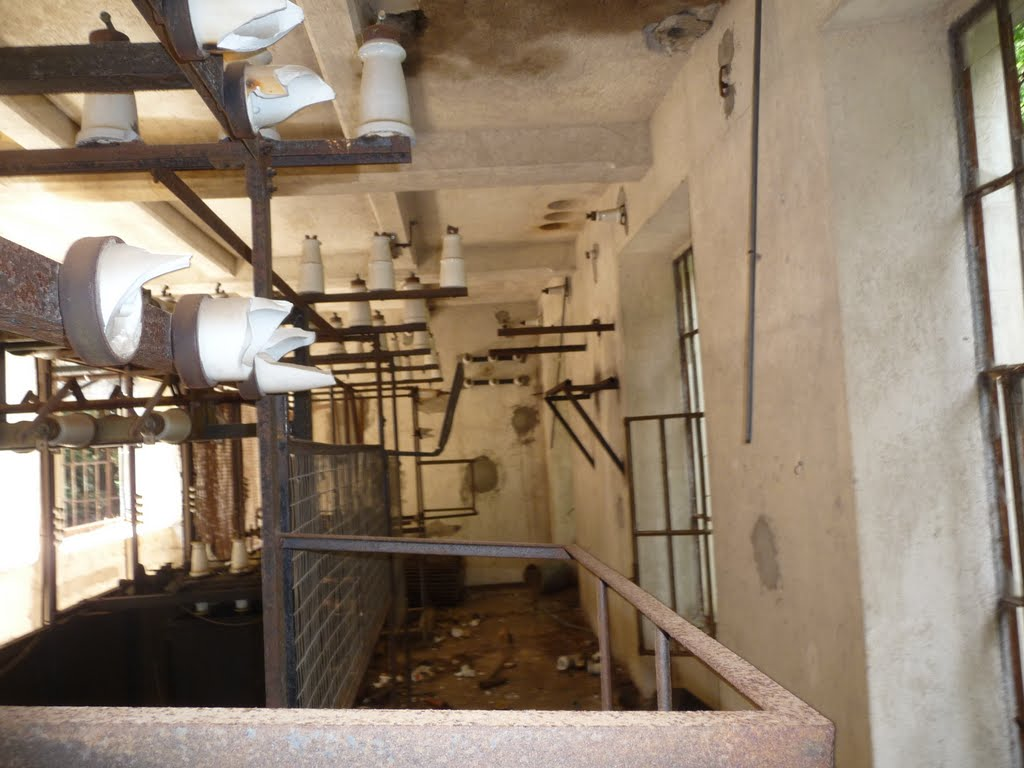

L'acqua dei bacini artificiali Azzarella e Ruggero, il primo di 660 metri quadrati mentre il secondo di 890 metri quadrati, degli omonimi torrenti era convogliata attraverso le due condotte forzate Azzarella e Ruggero dal torrente Stilaro e dal torrente Ruggero che si congiungono nei pressi della località Vertice 11 a quota 1000 metri e dopo un dislivello di 550 metri giungeva alla centrale. All'impianto fu aggiunto un pozzo piezometrico e nel 1961 la diga Giulia (1070 m s.l.m.) di 14.300 metri quadrati  e con una capacità di 100.000 metri cubi d'acqua sita in località valle delle Ortiche nell'area di Ferdinandea.

### La centrale
La centrale è ubicata sulla sponda destra dello Stilaro, poco dopo la confluenza con il torrente Ruggero. L'edificio è composta da un corpo principale e 3 secondari, di cui uno a tre piani e uno di due piani. In quello principale di 18,5 per 11 m e alto 12 metri vi sono i macchinari tra cui due turbine e la predisposizione per una terza, un carroponte delle officine Savigliano di Torino da 7,5t.
Sono installati due gruppi generatori, ciascuno composto da una turbina Pelton, De Pretto-Escher Wyss, di 1000 kW collegata coassiale a un alternatore sincrono trifase, Savigliano, di 1300 HP, 1000 kW, 500 V, 1390 A, 900 giri e ad un'eccitatrice, Savigliano, 55 V, 235 A, 900 giri.
Nei corpi secondari vi sono apparecchiature elettriche, gli alloggi per il personale, una piccola officina e una fucina. Ci sono 3 ingressi: uno per accedere direttamente alla sala macchine, uno agli alloggi e uno al primo piano sempre verso gli alloggi, da utilizzare anche in caso di piena.